# Enaria laeviscutata
Enaria laeviscutata är en skalbaggsart som beskrevs av Leon Fairmaire 1899. Enaria laeviscutata ingår i släktet Enaria och familjen Melolonthidae. Inga underarter finns listade i Catalogue of Life.